# ベイサイドホールディングス
株式会社ベイサイドホールディングス（英: Bay Side Holdings, Inc.）はかつて存在した千葉県にてタクシーを運営する事業者のグループである。

## 概要
元々は本グループに所属していた松崎交通を中心としたグループであったが、松崎交通および同進交通を日本交通に譲渡（後述）したことにより、檪山（くぬぎやま）交通を中心としたグループとなった。2023年（令和5年）12月1日に檪山交通に吸収合併された。
ベイサイドホールディングスのロゴとして「BSH」のロゴがあるが、行灯や車体表記などへの使用は松崎交通等の譲渡後で、それ以前は松崎交通のロゴである「mk」を使用していた（車両の後方においてのみ使用していた）。行灯では本グループに残留した3社は別の社章を共通で利用しており、現行の行灯では「BSH」のロゴと共に表示されている。

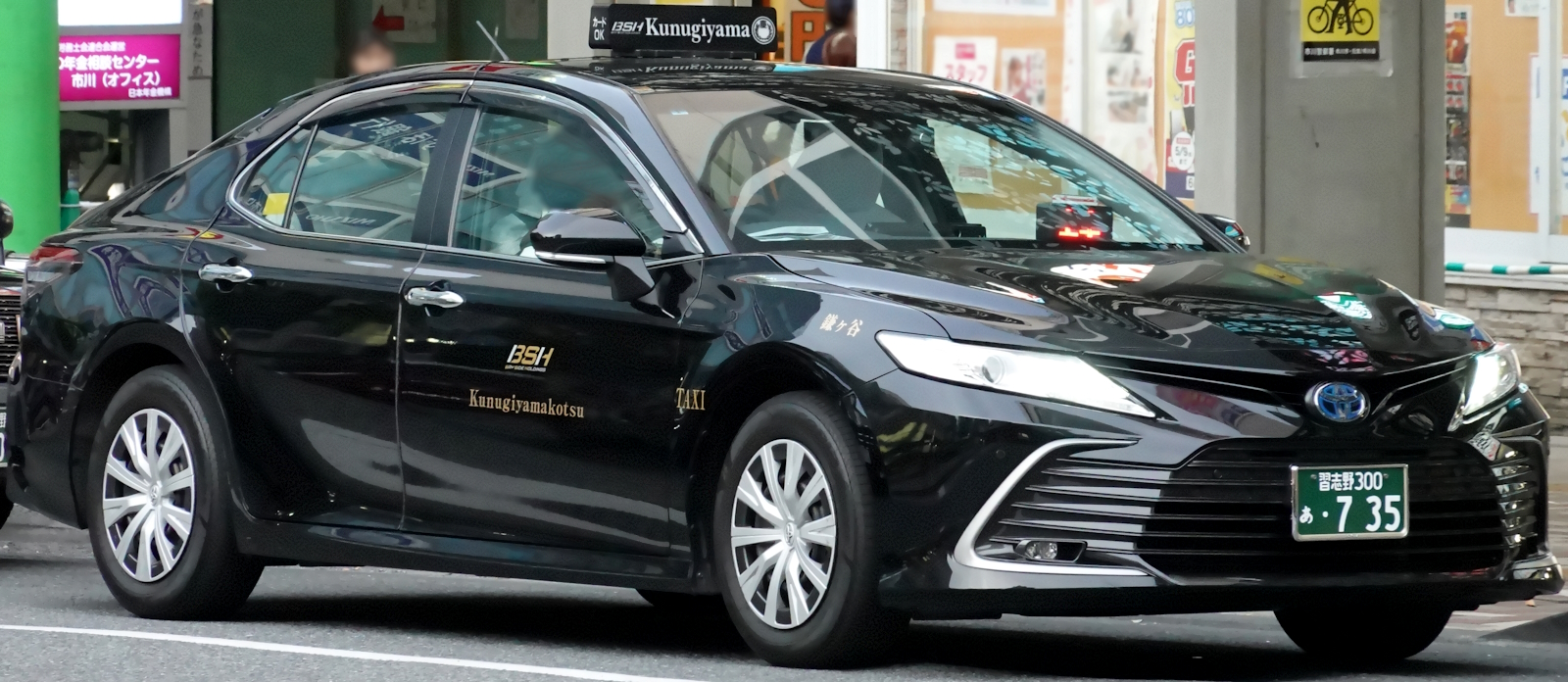
檪山交通のタクシー
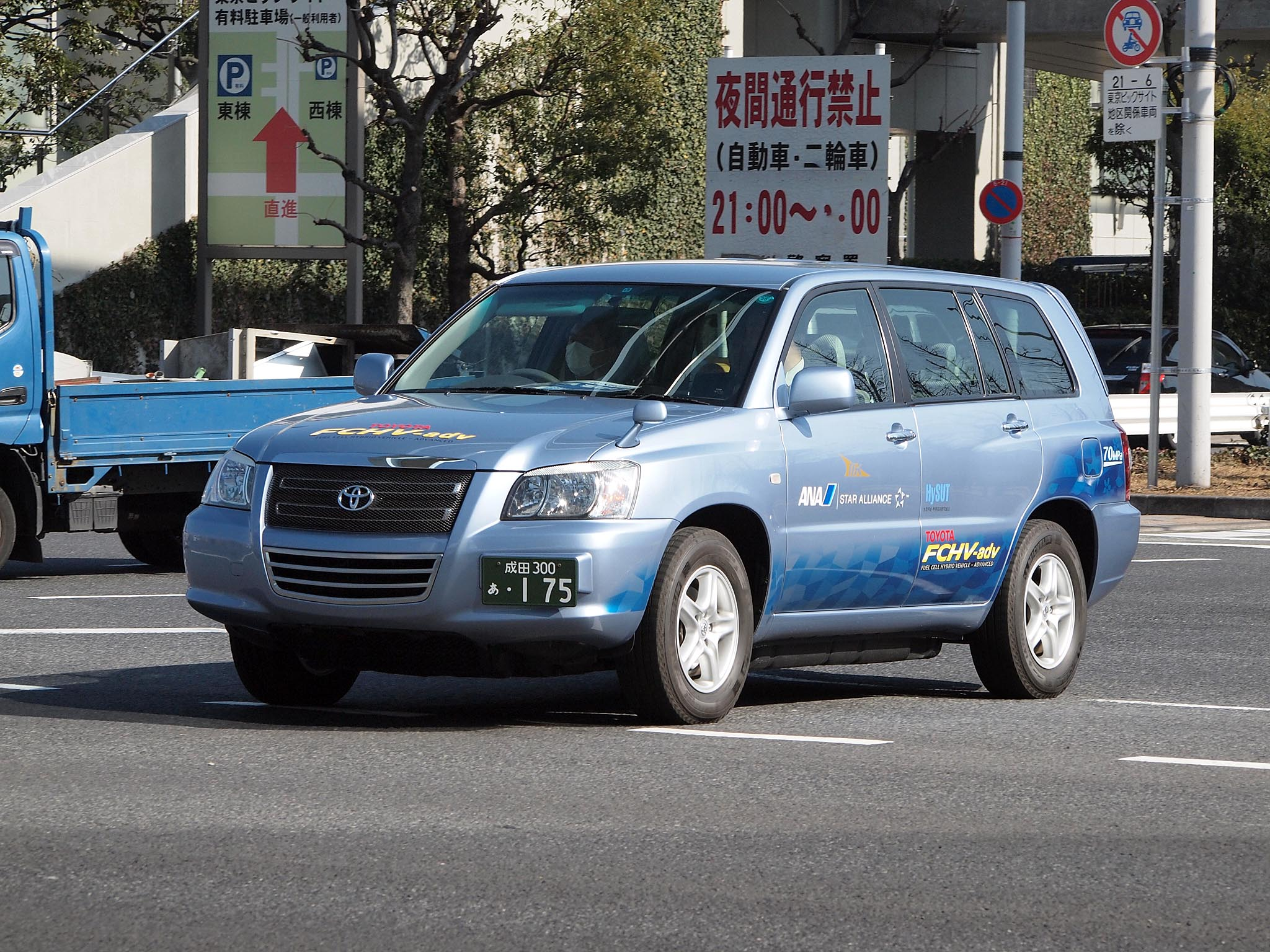
かつてグループに所属していた松崎交通のトヨタ・FCHVアドバンスド 前方のドアに松崎交通のロゴである「mk」が確認できる。

## グループ会社
| 交通圏 | 交通圏 | 社名・営業所   | 社名・営業所 | 所在地                 | 備考 |
| ------ | ------ | -------------- | ------------ | ---------------------- | ---- |
| 千葉   | 東葛   | 檪山交通       | 松戸営業所   | 松戸市松飛台           |      |
| 千葉   | 京葉   | 檪山交通       | 本社営業所   | 鎌ケ谷市くぬぎ山       |      |
| 千葉   | 京葉   | 檪山交通       | 浦安営業所   | 浦安市北栄             |      |
| 千葉   | 京葉   | すみれタクシー | 実籾営業所   | 習志野市実籾           |      |
| 千葉   | 千葉   | すみれタクシー | 本社営業所   | 千葉市花見川区幕張本郷 |      |

### 関連会社
- 株式会社檪山自動車工業（千葉県松戸市松飛台字中原）
- 株式会社檪山自動車（千葉県鎌ケ谷市初富）
- 株式会社檪山商事（千葉県鎌ケ谷市くぬぎ山）

かつてのグループ会社
- 株式会社ベイサイドホールディングス (初代)
  - 松崎交通株式会社（千葉県成田市東和泉）
  - 同進交通株式会社（東京都板橋区坂下）

上記3社は2019年（平成31年）1月に日本交通に譲渡。その際、松崎交通および同進交通以外の会社の受け皿としてベイサイドホールディングス (2代) が設立され、2社以外を譲受。初代法人はシーサイドホールディングスに改名された。
松崎交通は大田区城南島にも東京営業所を有していたが江戸川区臨海町に移転ののち廃止。
同進交通は1994年（平成6年）まで中央無線（現在の信和事業）、同年から2006年（平成18年）まで東京無線に所属していた。日本交通葛西営業所となり江戸川区臨海町へ移転ののち同区北葛西へ再度移転（その後江戸川区臨海町には同社グループのハロートーキョーが江東区枝川から移転）。
- 開進交通株式会社（東京都板橋区坂下）

同進交通の子会社として設立。1999年（平成11年）より東京無線に所属。時期は不明だが同進交通から独立。独立後に世田谷営業所（世田谷区喜多見）を新設。
- 布川交通株式会社（茨城県龍ケ崎市字光順田）

元々は茨城県南部交通圏の龍ケ崎市や北相馬郡利根町布川を中心に営業する事業者だったが、前述の同進交通の日本交通への譲渡後、東京特別区・武三交通圏への再進出の際に元々の同進交通の所在地に板橋営業所を開設。2024年（令和6年）に大阪の日本城タクシーに譲渡。譲渡後板橋営業所が板橋区坂下の中で移転。